# Okáč medyňkový
Okáč medyňkový (Hipparchia fagi) je denní motýl z podčeledi okáči (Satyrinae).

## Popis
Motýli dosahují délky předního křídla až 40 milimetrů, a proto jsou větší než průměr. Samice se však zdají být větší než samci. Tmavá křídla mají světlejší pás, ve kterém lze vidět jednu nebo dvě oční skvrny. Spodní strana je kontrastnější. U samic se barva občas změní na žlutou. Barvy slouží jako maskování: když tito motýli sedí na kmeni stromu se složenými křídly, lze je jen těžko rozeznat. Stejně jako mnoho jiných druhů žijících v lesích je motýl velmi plachý.

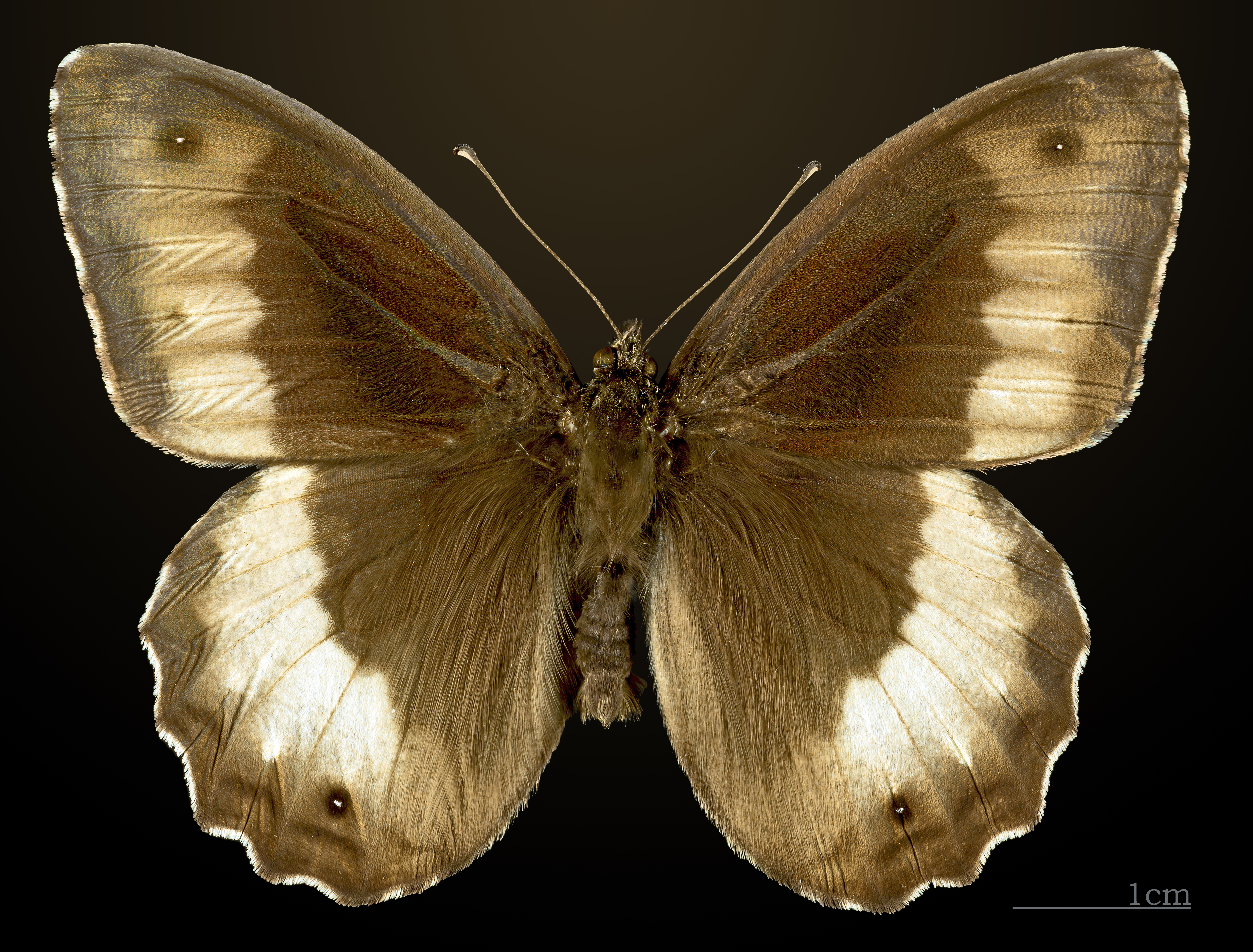
♂
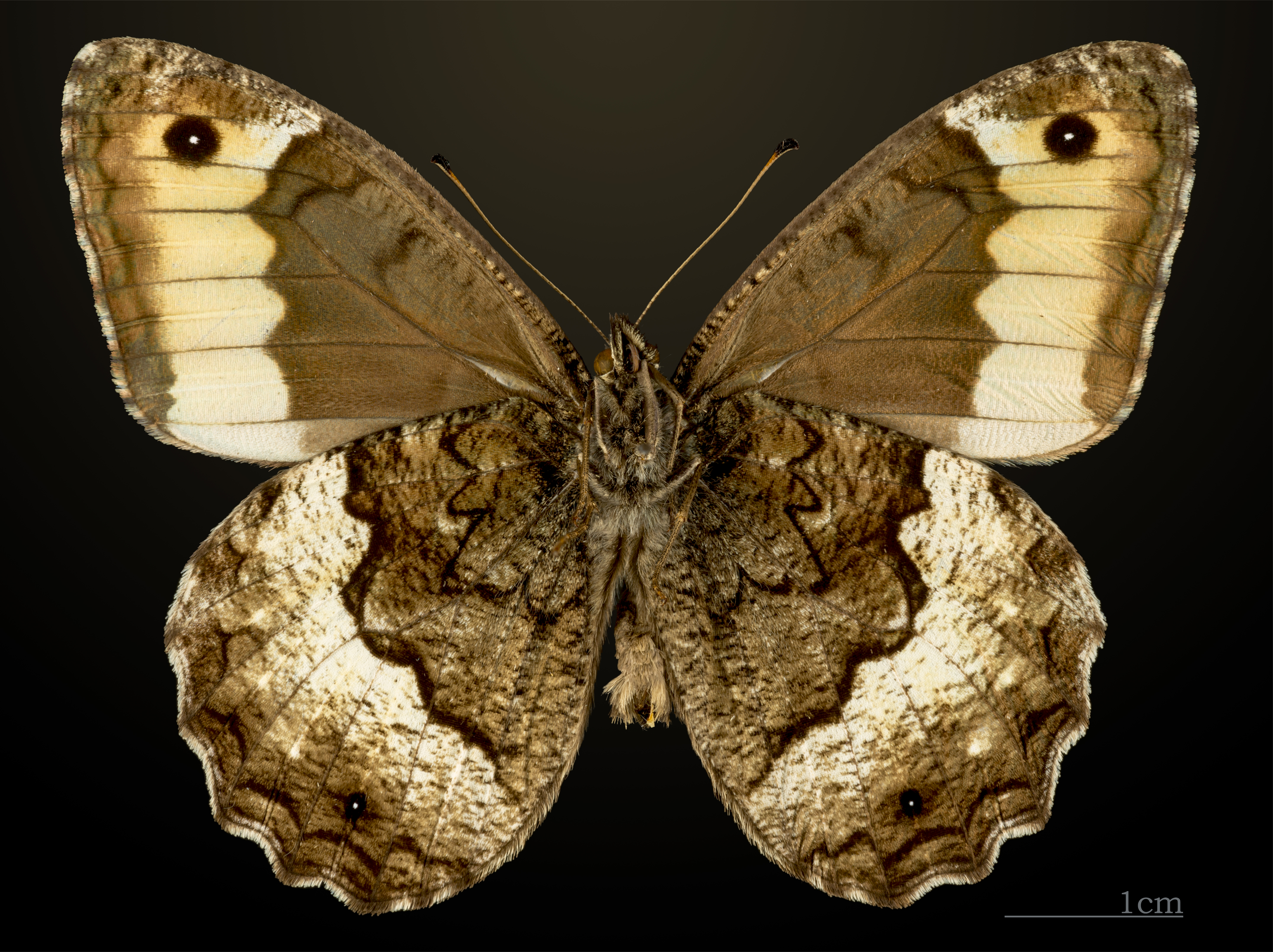
♂ △
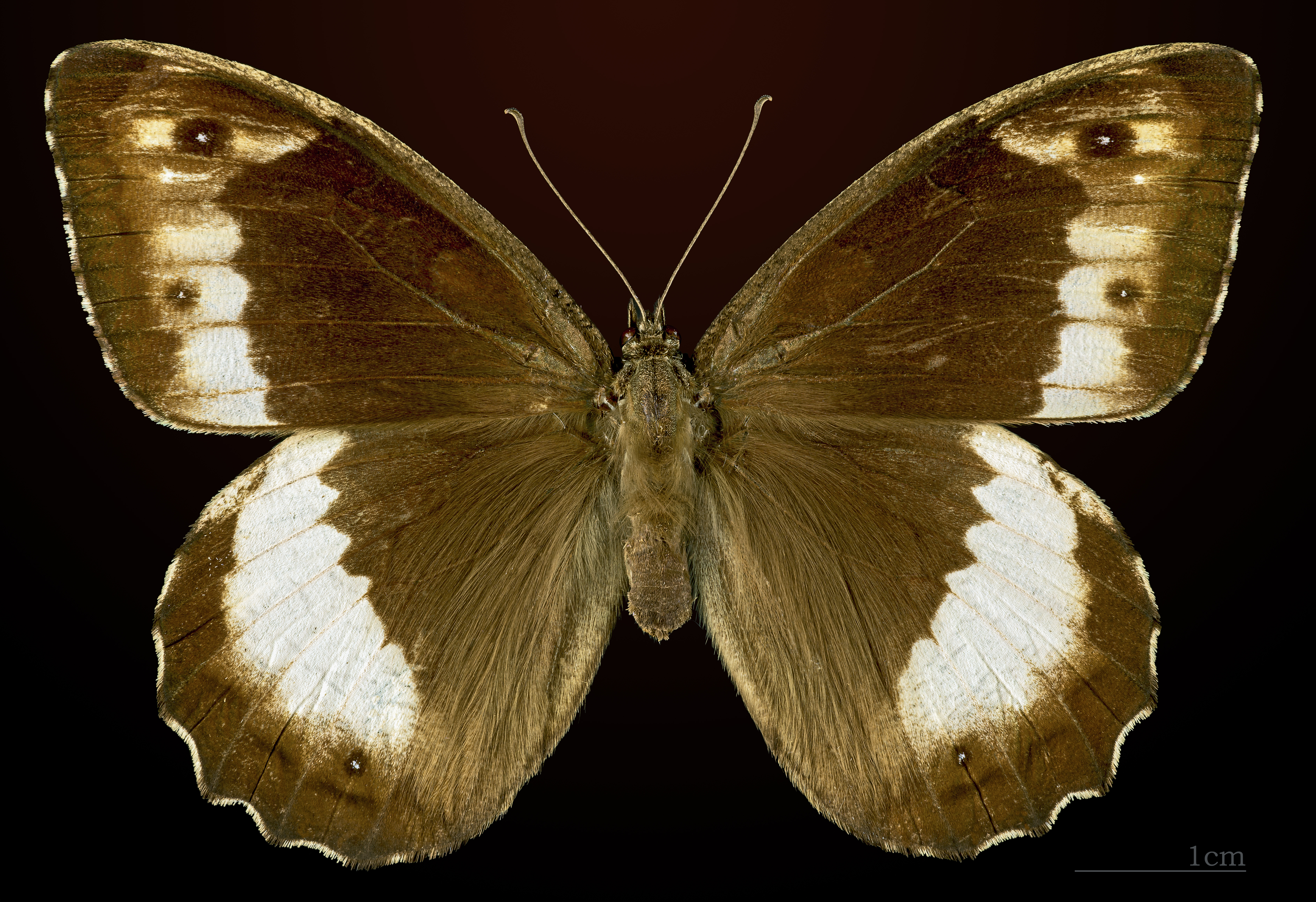
♀
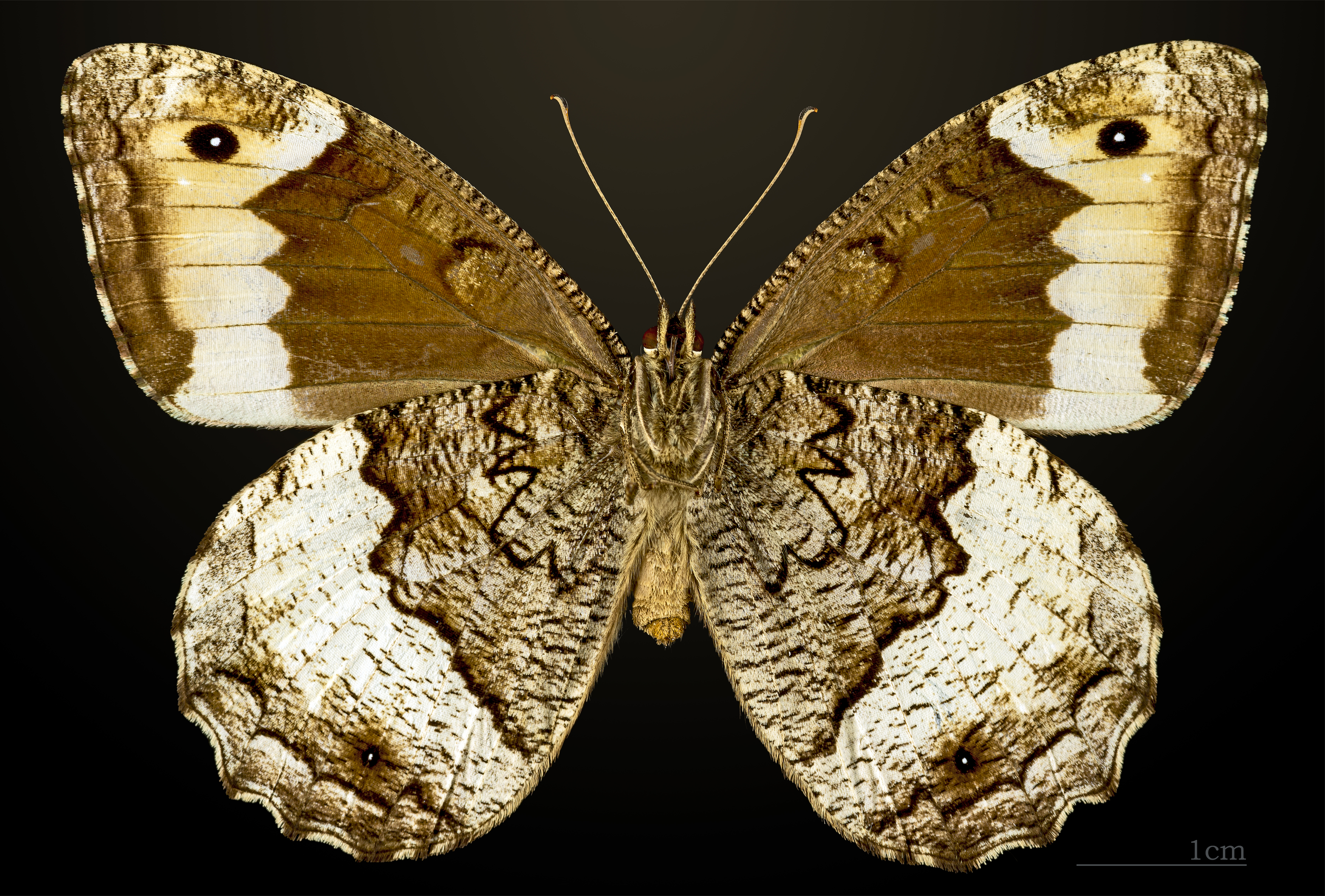
♀ △

### Podobné druhy
- Okáč bělopásný Hipparchia hermione (Linnaeus, 1764), syn. Hipparchia alcyone (Denis & Schiffermüller, 1775)
- Okáč voňavkový Aulocera circe
- Hipparchia syriaca (Staudinger, 1871)

### Synonyma
Tento druh je ve starší literatuře uváděn jako Satyrus hermione. V nejnovější literatuře je velmi podobný Hipparchia alcyone označován jako Hipparchia hermione .
- Hipparchia hermione Linnaeus, 1764. Souhrn velmi zmatené taxonomie lze nalézt v Lepiforum [2] .

## Doba letu
Motýli letají v jedné generaci, v závislosti na zeměpisné poloze, od začátku června do poloviny září.

## Životní prostředí
Okáč medyňkový žije na pasekách v teplých listnatých lesích a na okrajích suchých luk až do výšky 1 000 metrů. V Německu je druh částečně ohrožen vyhynutím:
- Červený seznam SRN: 2 (ohrožený)

## Způsob života
Mezi živné rostliny patří trávy, jako je sveřep vzpřímený ( Bromus erectus ). Housenky jsou aktivní v noci. Jsou pestrobarevné a mají jemné pruhy, díky nimž jsou téměř neviditelné.

## Areál rozšíření
Okáč medyňkový je rozšířen mimo jiné v v severním Španělsku, Aragonii a Katalánsku. Vyskytuje se také ve střední, jižní a východní Francii a sporadicky ve střední Francii. Jeho areál rozšíření se rozprostírá přes jihozápadní Německo (Kaiserstuhl), jižní Polsko, Itálii se Sicílií, Balkán a Řecko včetně Lefkady a Korfu. Tento druh není zastoupen v severním Německu, evropské části Turecka a téměř na všech středomořských ostrovech. Motýly lze nalézt v nadmořských výškách od 50 do 1 800 metrů, ale většinou se vyskytují na místech pod 1 000 metrů. V Česku se vyskytuje převážně na jižní Moravě (pozorování okáče medyňkového v ČR)